# Souvenirs (Lied)

Bill Ramseys Erfolg auf Polydor 24 037

Souvenirs ist der Titel eines deutschen Schlagers im Foxtrott-Rhythmus. Er ist eine Coverversion des gleichnamigen englischsprachigen Songs, der von dem US-amerikanischen Songwriter Cy Coben geschrieben wurde. Der deutsche Text stammt von Jonny Bartels. Die deutsche Version wurde mit Bill Ramsey zu einem Nummer-eins-Hit.

## Geschichte
Der ehemalige GI Bill Ramsey war von der deutschen Schallplattenfirma Polydor als Spaßvogelsänger auserwählt worden, was seine ersten Veröffentlichungen wie Yes, Fanny ich tu das oder Wumba-Tumba Schokoladeneisverkäufer belegen. Zunächst schien der Schokoladeneisverkäufer unverkäuflich zu sein, denn seit seiner Veröffentlichung Anfang Januar 1959 hatte das Publikum acht Wochen lang nicht reagiert. So brachte man im März 1959 die Nachfolgesingle mit dem Titel Er war vom konstantinopelitanischen Gesangsverein auf den Markt. Als dann endlich im April der Schokoladeneisverkäufer in den Top 30 des Musikmarkts auftauchte und bis zum Platz vier aufstieg, entschloss man sich, den Trend auszunutzen und innerhalb von vier Monaten eine dritte Single mit Bill Ramsey zu veröffentlichen. Da der Schokoladeneisverkäufer-Song noch bis Ende Mai in den Top 30 vertreten war, wartete man mit der neuen Platte bis zum Juni. Im Mai war bereits die A-Seite mit dem Titel Mach keinen Heck-Meck produziert worden, die Aufnahme für die B-Seite erfolgte am 8. Juni.
Für die B-Seite der neuen Bill-Ramsey-Single hatte man auf einen deutschen Text zu dem englischsprachigen Titel Souvenirs zurückgegriffen. Dieser Titel war von dem US-amerikanischen Erfolgskomponisten Cy Coben in Musik und Text geschrieben und mit der Sängerin Barbara Evans veröffentlicht worden. Obwohl der Titel in den US-Charts nur Platz 111 belegt hatte, hielt man bei Polydor die Version mit dem deutschen Text von Jonny Bartels für die B-Seite gut genug. Ähnlich wie in der englischen Fassung nahm Bartels in ironischer Form die Jagd nach Andenken von Prominenten aufs Korn („Von Ricky Nelson eine Pfeife, von Stirling Moss den Führerschein, kauft ihr Leute, kauft sie ein“). Die Aufnahme mit Bill Ramsey fand im Messestudio Köln unter der Leitung von Kurt Feltz statt, den musikalischen Hintergrund übernahmen ein Studio-Orchester unter Werner Twardy und der Botho-Lucas-Chor.
Die Single mit den Titeln Mach keinen Heck-Meck und Souvenirs kam im Juni 1959 in den Handel. In Deutschland schaffte es die Single erstmals in der Septemberausgabe 1959 in die Singlecharts. Im Folgemonat erreichte Souvenirs die Chartspitze. Die Single platzierte sich insgesamt sieben Monate in den Charts, sechs davon in den Top 10 und einen an der Chartspitze. Ramsey erreichte hiermit nach Wumba-Tumba Schokoladeneisverkäufer zum zweiten Mal die deutschen Singlecharts, zugleich ist es sein zweiter Top-10-Erfolg. Souvenirs blieb der einzige Nummer-eins-Hit in Ramseys Karriere. Einem Bericht des Spiegels zufolge, verkaufte sich die Single über 500.000 Mal in Deutschland. In den Jahrescharts von Musikmarkt wurde er auf Platz acht geführt. Auch die „Musicbox“ der Jugendzeitschrift Bravo listete Souvenirs ab September und führte den Titel zwei Wochen lang ebenfalls auf Platz eins. Am 18. Dezember 1959 erschien Hans Deppes Kein Mann zum Heiraten, in dem Ramsey einen Auftritt mit dem Lied hat.

Coverversion mit Henry Baist

## Coverversionen
Die Schallplattenfirma Decca brachte in den USA im Februar 1960 eine Promo-Single mit dem Titel Souvenirs von Bill Ramsey gesungen heraus, auf der Rückseite Go Man Go. Für beide Titel wird der deutsche Texter angegeben, sodass davon auszugehen ist, dass es sich um die deutschen Originalaufnahmen handelt. Bekannte Sänger coverten die Bartels-Version von Souvenirs nicht, das Billiglabel Bella Musica brachte 1960 eine Single mit dem unbekannten Sänger Henry Baist heraus, auf der er Souvenirs in der Bartels-Version singt. 2002 erschien eine Compact Disc mit Rainhard Fendrich, auf der er eigene Versionen 1960er deutscher Schlager singt. Darunter ist auch Souvenirs mit leicht verändertem Text. Der Song Souvenirs von The Gathering, der 2003 auf der gleichnamigen CD erschien, hat mit dem Coben/Bartels-Titel nichts zu tun.
In Frankreich wurde es 1960 von Johnny Hallyday und Rita Cadillac gecovert, wobei die Version von Hallyday am erfolgreichsten war.

## Diskografie (Auswahl)
| Interpret         | Label            | Datum   | Bemerkungen                                  |
| ----------------- | ---------------- | ------- | -------------------------------------------- |
| Barbara Evans     | RCA Victor 7519  | 4/1959  | Single, englisch                             |
| Bill Ramsey       | Polydor 24037    | 6/1959  | Single, deutsch                              |
| Bill Ramsey       | Decca 31052      | 2/1960  | Single, deutsch                              |
| Henry Baist       | Bella Musica 253 | 1960    | Single, deutsch                              |
| Bill Ramsey       | Polydor 463018   | 1981    | LP Unvergessene Hits, Track A3               |
| Bill Ramsey       | Dino Music       | 1986    | LP Die Deutschen Wirtschaftswunder-Hits, 4/6 |
| Bill Ramsey       | Bear Family      | 1992    | CD Souvenirs, Track 7                        |
| Bill Ramsey       | Polydor          | 9/2007  | CD Seine großen Erfolge, Track 1             |
| Rainhard Fendrich | Gig Records      | 11/2002 | CD Ein Saitensprung, deutsch, Track 6        |